# إيف بودوان
إيف بودوان هو لاعب هوكي جليد كندي، ولد في 7 يناير 1965.

## وصلات خارجية
- إيف بودوان على موقع دوري الهوكي الوطني (الإنجليزية)
- إيف بودوان على موقع قاعة مشاهير الهوكي (لاعب أن.إتش.أل) (الإنجليزية)
- إيف بودوان على موقع EliteProspects.com (الإنجليزية)
- إيف بودوان على موقع HockeyDB.com (الإنجليزية)
- إيف بودوان على موقع Hockey-Reference.com (الإنجليزية)